# 스테버니지 FC
스테버니지 FC(Stevenage F.C.)는 잉글랜드 하트퍼드셔주 스테버니지를 본거지로 하는 축구 클럽 팀이다. 2010년 6월까지는 스테버니지 버러 FC(Stevenage Borough Football Club)라는 이름을 사용했다.

## 선수 명단

### 현역
참고: FIFA 자격 규정에 따라 소속된 국가대표팀 국기를 표시합니다. 선수는 복수의 FIFA 비회원국 국적을 가지고 있을 수 있습니다.
| 번호 | 포지션 | 국적     | 이름          |
| ---- | ------ | -------- | ------------- |
| 5    | DF     | 잉글랜드 | 칼 피어지아니 |

| 번호 | 포지션 | 국적       | 이름          |
| ---- | ------ | ---------- | ------------- |
| 18   | MF     | 잉글랜드   | 하비 화이트   |
| 19   | FW     | 북아일랜드 | 제이미 레이드 |

## 역대 감독
| 감독        | 임기        |
| ----------- | ----------- |
| 테디 셰링엄 | 2015 ~ 2016 |